# Chondroscaphe gentryi
Chondroscaphe gentryi là một loài thực vật có hoa trong họ Lan. Loài này được (Dodson & Neudecker) Rungius mô tả khoa học đầu tiên năm 1996.